# 捻転胃虫
捻転胃虫（ねんてんいちゅう、学名：Haemonchus contortus）とは、ヒツジ、ヤギ、ウシなどの第四胃に寄生する吸血性の線虫。捻転胃虫症は畜産業者に大きな経済的損失を与えており、とくに温暖な地域で深刻である。

## 形態
虫卵は長さ70〜85 μm、幅およそ44 μmで、黄色がかっており、糞便中から見出される時には内部に16または32細胞期の胚を含んでいる。雌成虫は長さ18〜30 mmで、吸血した血液に満ちた腸管に白色の卵巣が巻き付いており、理容店のサインポールのような紅白の螺旋状の外見をしている。一方雄成虫は長さ10〜20 mmと小さく、特徴的な交接嚢が発達している。

## 生活環
雌は1日当たり1万個以上の卵を産み、それが糞便と共に排出される。糞便内の湿潤環境で発生が進み、24〜29 ℃の条件では4〜6日で第1期(L1)幼虫が孵化する。L1および第2期(L2)幼虫は、その形状からラブジチス型(rhabditiform)とも呼ばれ、糞便中の細菌を摂食している。第3期(L3)幼虫はフィラリア型(filariform)となり感染性を持つ。L3幼虫はクチクラを備えているが、乾燥や高温には弱い。ヒツジ・ヤギやその他の反芻動物が草を喫食する際にL3幼虫を飲み込むことで感染する。L3幼虫は反芻胃を通って第4胃に到達し、およそ48時間以内に第4期(L4)幼虫となる。さらに脱皮して成虫となり吸血・交尾によって卵を産む。

## ゲノム
耐性獲得の機序を明らかにし、新規薬剤やワクチンの開発につなげることを期待して、
カルガリー大学、グラスゴー大学、Moredun研究所、ウェルカム・トラスト・サンガー研究所の共同研究によるゲノム解読が進められている。ドラフトゲノムが2013年に報告されている。

## 捻転胃虫症
成虫が第4胃の粘膜で吸血することによって宿主の血液が減り、捻転胃虫症が引き起こされる。主な症状は蒼白、貧血、浮腫、低成長、嗜眠、抑鬱などで、Bottle Jawと呼ばれる顎下の水腫が見られる場合がある。成長が阻害されるだけでなく、突然死を引き起こすこともあり、畜産業者に大きな経済的損失を与えている。駆虫薬で予防・治療が可能であるが、薬剤耐性の獲得が拡がっている。